# Entodon brevisetus
Entodon brevisetus är en bladmossart som beskrevs av Lindberg 1872. Entodon brevisetus ingår i släktet Entodon och familjen Entodontaceae. Inga underarter finns listade i Catalogue of Life.